# Bad Girls (canção de Donna Summer)
"Bad Girls" é uma canção da cantora americana Donna Summer, lançada como segundo single do álbum Bad Girls, em junho de 1979. Escrita por Donna Summer e pelo grupo Brooklyn Dreams, com produção de Giorgio Moroder e Pete Belotte. A inspiração para ela escrever a canção veio após uma das suas assistentes ser ofendida por um policial que achava que ela era uma prostituta de rua. Uma versão grosseira da canção tinha sido escrita originalmente em dois anos antes de seu lançamento. Neil Bogart, fundador da Casablanca Records, ao ouvi-la, queria que Donna desse a canção para Cher para seu próximo álbum. Donna recusou e lançou-a dois anos depois.
A canção se tornou um sucesso número um na Billboard pop, R&B e paradas de singles de dance, ao mesmo tempo tornando-se, ao lado de "Hot Stuff", seu single de maior sucesso. A canção ajudou o álbum de mesmo nome à alcançar o certificado de dupla platina nos Estados Unidos.

## Paradas musicais
| Parada musical (1979)              | Melhor posição |
| ---------------------------------- | -------------- |
| Países Baixos - GfK                | 10             |
| Estados Unidos - Billboard Hot 100 | 1              |